# Maria Leonor Tavares
Maria Leonor Ribeiro Tavares (Parigi, 24 settembre 1985) è un'astista portoghese, partecipante a due edizioni dei Giochi olimpici, rispettivamente a Londra 2012 e Rio de Janeiro 2016.
È la più piccola delle sorelle Tavares, Elisabete e Sandra-Helena, anche loro astiste. Vincitrice di numerosi titoli nazionali, è detentrice del record portoghese di disciplina.

## Palmarès
| Anno | Manifestazione          | Sede           | Evento           | Risultato | Prestazione | Note |
| ---- | ----------------------- | -------------- | ---------------- | --------- | ----------- | ---- |
| 2002 | Mondiali juniores       | Kingston       | Salto con l'asta | 20ª (q)   | 3,60 m      |      |
| 2011 | Mondiali                | Taegu          | Salto con l'asta | 25ª (q)   | 4,25 m      |      |
| 2012 | Giochi olimpici         | Londra         | Salto con l'asta | 31ª (q)   | 4,10 m      |      |
| 2014 | Europei                 | Zurigo         | Salto con l'asta | 26ª (q)   | 4,00 m      |      |
| 2016 | Giochi olimpici         | Rio de Janeiro | Salto con l'asta | 29ª (q)   | 4,15 m      |      |
| 2018 | Giochi del Mediterraneo | Tarragona      | Salto con l'asta | 7ª        | 4,11 m      |      |